# José Miguel Antúnez
José Miguel Antúnez Melero (Madrid, 21 de febrero de 1967) es un exjugador español de baloncesto, que jugaba en la posición de base.

## Trayectoria
Formado en las categorías inferiores de Estudiantes, fichó en la temporada 1991/92 por el Real Madrid, donde permaneció siete temporadas hasta la 1997/98.
Con el conjunto merengue, logró numerosos títulos y formó parte del mítico equipo que logró la 'Octava' Copa de Europa en 1995. Dirigió el juego de un equipo lleno de talento, con nombres de la categoría de Arvydas Sabonis, José Biriukov o Joe Arlauckas.
Tras su retirada de las canchas, ha formado parte del equipo de comentaristas de Telemadrid para los partidos de Liga ACB y en la actualidad, comenta junto a Siro López y Antoni Daimiel en Cuatro, los partidos de España en la Copa del Mundo 2014 y Copa del mundo 2019
En 2019 ficha por la cuarta edición de MasterChef Celebrity, la cual se emitirá a partir de septiembre en La 1 de TVE, siendo el segundo eliminado del programa.

## Historial deportivo
- Cantera Estudiantes.
- 1984-1985 Estudiantes
- 1985-1986   Logos Madrid
- 1986-1991 Estudiantes
- 1991-1998 Real Madrid
- 1998-1999 CB Granada
- 1999-2001 Breogán Lugo
- 2001-2002 STB Le Havre
- 2001-2002 Benfica Lisboa. Entra por Joaquín Arcega.
- 2002-2003 Jabones Pardo Fuenlabrada

## Palmarés

### Clubes
Real Madrid
- Euroliga (1): 1995.
- Liga ACB (2):  1993, 1994.
- Copa del Rey (1): 1993.
- Recopa (2): 1992  y 1997.

### Selección nacional
- 1991 Eurobasket 1991 de Italia. Medalla de Bronce.